# ジェロラモ・カルダーノ

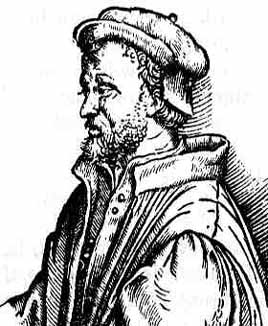
ジェロラモ・カルダーノ

ジェロラモ・カルダーノ（Gerolamo Cardano、1501年9月24日 - 1576年9月21日）は、16世紀のイタリアの人物。ジローラモ・カルダーノ (Girolamo Cardano) との表記もある。
ミラノ公国のパヴィアでファツィオ・カルダーノの庶子として生まれ、ローマで没した。一般に代数学の三次方程式におけるカルダーノの公式を提示した数学者として知られている。本業は医者であり、世界で初めてチフスの臨床記録を著した。また、占星術師、賭博師、哲学者でもあった。

## 生涯

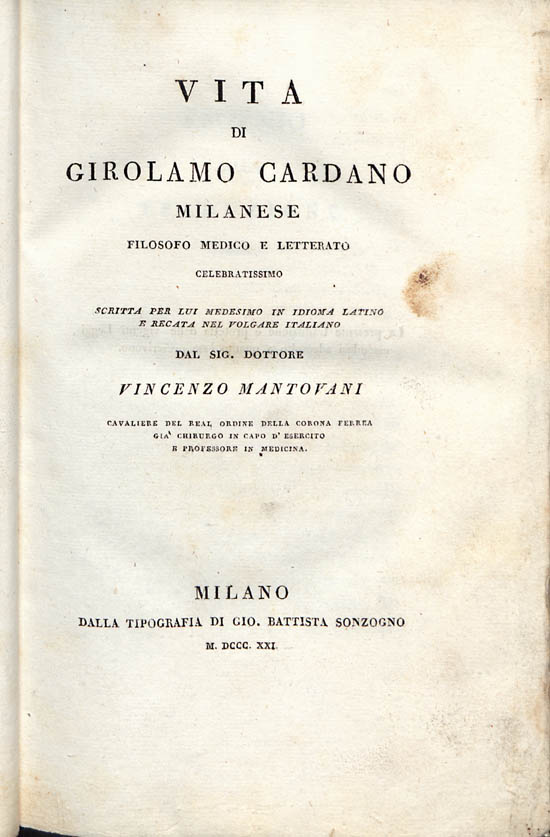
De propria vita, 1821

ジェロラモの父親はレオナルド・ダ・ヴィンチの友人で数学の才能に恵まれた弁護士であり、彼はその私生児として生まれた。自叙伝には、ジェロラモの母親は彼を中絶しようとして失敗した、と書かれている。母親は3人の子供を伝染病で失い、それから逃れるために彼が生まれて間もなくミラノからパヴィアに移った。ジェロラモは1520年にパヴィア大学に入学して医学を学び、後に薬学を学ぶためにパドヴァ大学へと移った。彼は他人にうち解けない気性だったため友人は殆どおらず、大学を卒業してからも長い間仕事に就くことができなかった。
最終的にジェロラモは医者となり、後には注目すべき医者として名声を得て、彼の意見は裁判所で尊重されるほどになった。1543年にはパヴィア大学の医学教授に任ぜられた。腸チフスの発見者でもある。他にもアレルギー症の発見、ヒ素中毒の研究、痛風と発熱性疾患の治療法の確立などがある。科学者としては磁気現象と電気現象の区別の確立、カルダノの輪の考察、さらに発明家としてオートキー暗号の考案やカルダノ松明通信の考案、1550年にカルダングリルの発表も行っている。自伝によれば多くの本を著したようだが、現在では失われてしまったものも多い。
自在継手の考案者であり、自在継手の「カルダンジョイント」という別名は彼に由来する（電車などの「カルダン駆動方式」も、カルダンジョイントを使うことからの名称だが、間接的に彼に由来するものと言える）。
占星術に凝っており、キリストの占いまでしてしまって投獄されたこともある。占星術で自らの死期を予言しており、その予言は外れたが、その当日に自殺したと伝えられる。

## 数学の業績

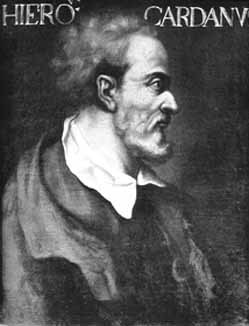
セント・アンドルーズ大学にあるカルダーノのポートレート

カルダーノは今日では代数学の業績で最も良く知られている。1545年に著した本『偉大なる術（アルス・マグナ）』(ラテン語: Ars magna de Rebus Algebraicis) の中で三次方程式の解の公式、四次方程式の解法を示した。三次方程式の解の公式についてはいささか奇妙な歴史があり、『偉大なる術』にも紹介されている。
当時、習慣的に行われていた数学競技は、問題を出し合っては解くのを競うものであったが、あるとき三次方程式の問題が出された。この頃、三次方程式はまだ完全に解かれておらず、その回答能力で勝負が決まる切り札となる問題であった。これに参加していた一方の人物は、その師よりすでに三次方程式の解の公式を伝授されて無敗を誇っていたフィオルという人で、もう一方はニコロ・フォンタナ・タルタリアという人であった。タルタリアはその時点ではまだ解法を得ていなかったが、彼は幸い自らの力でこれを導き、おまけに彼が提示した巧妙な三次方程式は相手には解かれなかった。この公式はタルタリアが長らく秘蔵していたが、カルダーノが絶対公表しないと誓いを立てたのでタルタリアはカルダーノに公式を教えた。しかし最初に述べたようにカルダーノは自著でこれを公表したためにタルタリアは怒り、カルダーノと長い論争をすることになる。また、四次方程式の解についてはカルダーノの弟子であったルドヴィコ・フェラーリが解いたものである。どちらの式もこの本で広く知られるようになった。これらの業績は他人のものだが、三次方程式の解を示す際に世界で初めて虚数の概念を導入したのはカルダーノである。
もう一つ重要なのは、カルダーノによる解法の公表が数学史上の転換点に当たっていることである。フォンタナもそうだったように、当時数学的知識は師から弟子へと口伝されるような秘術の一種であり、いまだ近代的な学問としての体をなしていなかった。カルダーノの『偉大なる術』の発表は、数学が共有される知である学問として自立を始めた端緒ということができ、「古い数秘術師」であるフォンタナを牽制する目的もまたあったと考えられる。
彼は金遣いが荒いことで知られており、本人は自身を賭博者、あるいはチェスのプレーヤーだと考えていたようである。しかし数学者らしく、1560年代に『さいころあそびについて』（Liber de ludo aleae、発行されたのは彼の死後1663年）を著し、その中で効率的なイカサマの方法として、初めて系統的に確率論について触れて記している。「ギャンブラーにとっては、全くギャンブルをしないことが最大の利益となる。」という言葉も残している。

### 偉大なる術（アルス・マグナ）

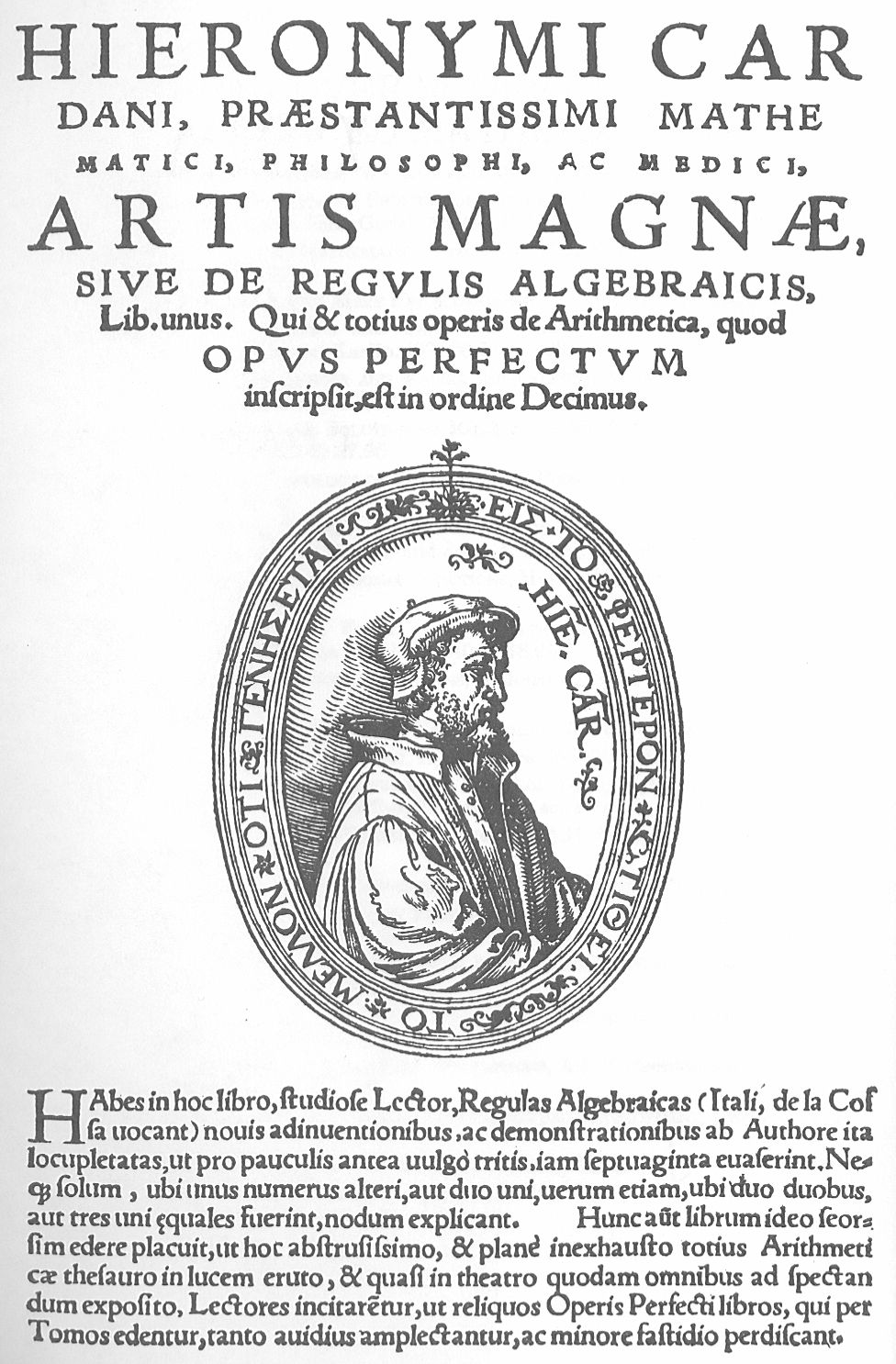
『偉大なる術』のタイトルページ

彼はこの中で世界で初めて虚数の概念を登場させた。以下の問題が登場する。
「足して10、掛けて40になる二つの数はなにか」
これは従来「解なし」である。この本の中で虚数を念頭にした
「{\displaystyle 5+{\sqrt {-15}}}」と「{\displaystyle 5-{\sqrt {-15}}}」
が解の候補であることを取り上げ、「精神的拷問を無視し、5 + √-15 に 5 - √-15 を掛けると、25 - (-15) が得られます。したがって、積は 40 です。」と確認した上で、 「ここまでは算術の繊細さですが、このうち、極端なものは、すでに述べたように、あまりにも微妙なので役に立たないのです」と述べ、解と認めること自体は躊躇した記載を残している。
著作
- De malo recentiorum medicorum usu libellus, Venice, 1536 (on medicine).
- Practica arithmetice et mensurandi singularis, Milan, 1539 (on mathematics).
- Artis magnae, sive de regulis algebraicis (also known as Ars magna), Nuremberg, 1545 (on algebra).[5]
- De immortalitate (on alchemy).
- Opus novum de proportionibus (on mechanics) (Archimedes Project).
- Contradicentium medicorum (on medicine).
- De subtilitate rerum, Nuremberg, Johann Petreius, 1550 (on natural phenomena).
- De libris propriis, Leiden, 1557 (commentaries).
- De varietate rerum, Basle, Heinrich Petri, 1559 (on natural phenomena).
- Opus novum de proportionibus numerorum, motuum, ponderum, sonorum, aliarumque rerum mensurandarum. Item de aliza regula, Basel, 1570.
- De vita propria, 1576 (自伝).
- Liber de ludo aleae, ("On Casting the Die")[6] posthumous (on probability).
- De Musica, ca 1546 (on music theory), posthumously published in Hieronymi Cardani Mediolensis opera omnia, Sponius, Lyons, 1663.
- De Consolatione, Venice, 1542.

### 伝記研究
- 榎本恵美子『天才カルダーノの肖像 ルネサンスの自叙伝、占星術、夢解釈』ヒロ・ヒライ編、勁草書房、2013年
- オインステイン・オア『カルダノの生涯 悪徳数学者の栄光と悲惨』安藤洋美訳、東京図書、1978年

### 百科事典
- 横山雅彦「カルダーノ」『改訂新版 世界大百科事典』。コトバンクより2024年2月14日閲覧。
- Amy Tikkanen. "Girolamo Cardano". Britannica. 2024年2月14日閲覧。
- 大谷啓治、小堀憲「カルダーノ」『日本大百科全書(ニッポニカ)』。コトバンクより2024年2月14日閲覧。